# 6 Komenda Odcinka Sękowice

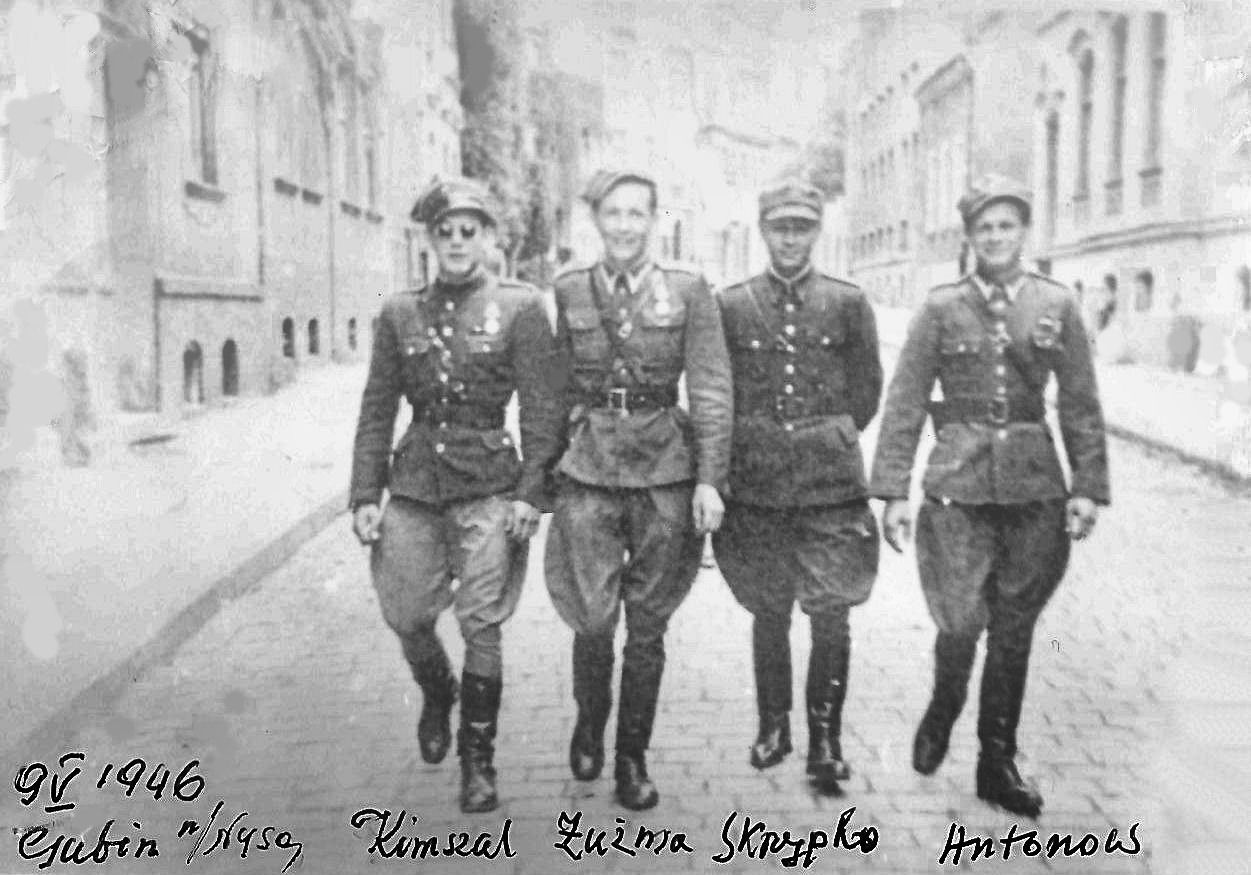
Oficerowie 6 Komendy Odcinka w Gubinie

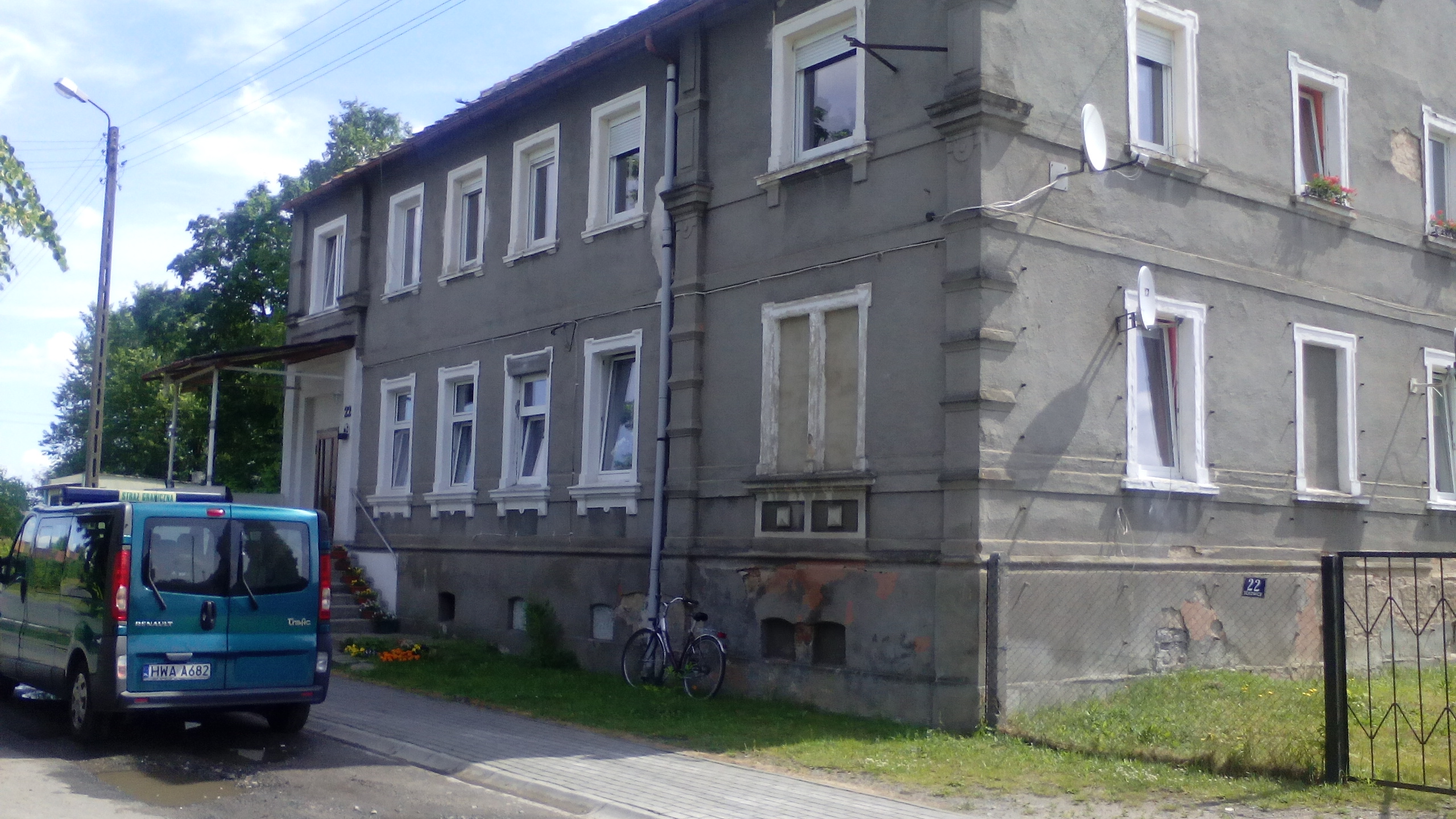
W tym budynku mieściła się komendantura

6 Komenda Odcinka Sękowice/Koło – samodzielny pododdział Wojsk Ochrony Pogranicza.

## Formowanie i zmiany organizacyjne
6 Komenda Odcinka sformowana została w 1945 w strukturze organizacyjnej 2 Oddziału Ochrony Pogranicza. We wrześniu 1946 odcinek wszedł w skład Poznańskiego Oddziału WOP nr 2
W 1947 rozwiązano 6 komendanturę WOP Koło i jej 26 i 29 strażnicę. Pozostałe strażnice przejął zreformowany 7 odcinek w Gubinie.

## Struktura organizacyjna
Dyslokacja 6 Komendy Odcinka Sękowice w 1946 była następująca:
- Komendantura odcinka nr 6 – Sękowice
- Strażnica nr 26 – Strzegów
- Strażnica nr 27 – Późna
- Strażnica nr 28 – Markosice[e]
- Strażnica nr 29 – Polanowice[f]
- Strażnica nr 30 – Sękowice

W lipcu 1946 nastąpiły dyslokacje strażnic:
- Strażnica nr 26 ze Strzegowa przeniesiona została do Janowa (Janiszowice)
- Strażnica nr 27 przeniesiono z Późnej do Strzegowa

W sierpniu komendanturę przeniesiono do Koła.

## Obsada personalna
komendanci odcinka:
- p.o. kpt. Jan Mikulski (11.10.1945-?)
- kpt. Władysław Bykowski
- kpt. Falzenowski
- kpt. Franciszek Grabowski

Starszy pomocnik ds zwiadu:
ppor.	Stanisław Kimszal, ppor. Józef Bobrownicki
zastępcy ds. polityczno-wychowawczych:
por. Wiesław Bejtlich, por. Kazimierz Bilk, kpt. Józef Karczawski
szefowie sztabu:
por. Władysław Świrko; por. Mieczysław Pogorzelski, por. Mieczysław Malara (adiutant)
zastępca ds. liniowych:
kpt. Jan Mikulski, kpt. Aleksander Żywicki